# Солнцева Лариса Олександрівна
Лариса Олександрівна Солнцева (нар.. 1 листопада 1935, Дніпропетровськ — 31 грудня 2020) — радянська і російська актриса театру, телевізійний режисер, народна артистка РРФСР.

## Життєпис
Лариса Олександрівна Солнцева народилася 1 листопада 1935 року в Дніпропетровську. Батько, Олександр Сергійович Солнцев, був концертмейстером в місцевому оперному театрі; мати, Лідія Андріївна Сахнова, працювала лікарем-стоматологом. У 1954 році закінчила залізничну школу № 2 Дніпропетровська.
У 1954—1958 роках навчалася на акторському відділенні факультету театру і кіно Київського театрального інституту імені І. К. Карпенка-Карого.
Після цього повернулася до Дніпропетровська і в 1958—1961 роках грала у Дніпропетровському драматичному театрі імені М. Горького. Потім переїхала з чоловіком В. Косовим до Краснодара.
У 1961—1969 роках була актрисою Краснодарського драматичного театру імені М. Горького.
У 1969—1993 рр. — актриса Костромського драматичного театру імені О. М. Островського.
У 1994—2004 роках працювала режисером в Костромської державної телерадіокомпанії. Брала участь у створенні програм «Палітра», «Людина року», «Правосуддя», «Набуття», «5 хвилин поезії». За кадром читала вірші класиків.

## Родина
- Перший чоловік — актор театру В. Косов.
- Другий чоловік — актор театру А. Андріївський[3].

## Нагороди та премії
- Заслужена артистка РРФСР (13.08.1975)
- Народна артистка РРФСР (30.03.1983).
- Державна премія РРФСР імені К. С. Станіславського за роль Васси Желєзнової в однойменній п'єсі М. Горького (1987).
- Почесний громадянин міста Костроми за великі заслуги в області культури і мистецтва (1996).
- Театральна премія «Біла ворона» в номінації «Не втратити обличчя» (2002)[4].

## Роботи в театрі
- «Гроза» О. М. Островського — Кабаниха
- «Останній злет» — мати
- «Сірано де Бержерак» Едмона Ростана — Роксана
- «Макбет» В. Шекспіра — леді Макбет
- «Марія Стюарт» Ф. Шіллера — Марія Стюарт[5]
- «Васса Желєзнова» М. Горького — Васса Желєзнова